# Pierre Bayle
Pierre Bayle (16. listopadu 1647 Carla-Bayle — 28. prosince 1706 Rotterdam) byl francouzský spisovatel a filosof.

## Biografie
Bayle byl hugenot, a proto strávil většinu života jako exulant v Nizozemsku. Celý život zasvětil studiu a dosáhl zcela výjimečné erudice. Velká část jeho spisu se věnovala specifickým náboženským otázkám, např. reálné přítomnosti Krista v eucharistii. Ve své době byl však jedním z nejznámějších filosofů. Zejména jeho Dictionnaire historique et critique („Historicko-kritický slovník“) byl v 18. století nesmírně rozšířenou knihou a ovlivnil pozdější Encyklopedisty. Jedná se o konglomerát statí na nejrůznější témata, od historických přes literárněvědná, obscénní, teologická po filosofická (problém tolerance, zla, teorie poznání atd.)
Jeho vliv na osvícenství byl mocný, avšak do jisté míry podvratný; Voltaire o něm řekl, že „největší mistr v umění argumentace, který kdy psal, totiž velký a moudrý Bayle, všechny systémy zpřevrací.“ Dodnes je interpretace jeho díla značně nejednotná, neboť je těžké odlišit, kdy Bayle referuje a kdy předkládá svá přesvědčení; proto byl například považován za křesťana, tajného žida, deistu i atheistu.
Dle profesora Röda je Bayle „významný především svým odmítáním každého, i filozofického dogmatismu, a svým vystoupením na podporu tolerance, které bylo jistě motivováno také jeho postavením kalvinisty po potlačení hugenotů. Přestože byl přesvědčeným křesťanem, obhajoval právo na mýlící se svědomí, a konečně právo na to, být ateistou. Rovněž tzv. heretik je podle něho zavázán k tomu, aby hájil svá přesvědčení a vyučoval podle nich např. své děti. ... Podle něho je to způsobeno absencí jistého kritéria pravdy. Aby mohla být pravda respektována, musí být jako taková poznána. Kde je – jako v náboženství – skryta, tam jsou její práva suspendována a nikdo není povinen s ní souhlasit. ... Ani teologická, ani metafyzická dogmata si proto nemohou dělat nárok na bezpodmínečné uznání. Předpoklad absolutní pravdy přístupné člověku »skeptik« Bayle odmítal."
V českých zemích ovlivnilo dílo Pierra Bayla náboženské myšlení a kritickou metodu Josefa Dobrovského. „Přesná kontrola pramenů, odpor proti citátům z druhé ruky, nespoléhání na autority, vášeň pro historickou empirii ukazují u něho zřejmě k baylovské pracovní metodě. ... A konečně spojuje mistra se žákem stejný entusiasmus, a to právě ten, jenž jest příznačný pro osvícenský věk: láska k pravdě ohrožené předsudky, spravedlnost ke kacířovaným obětem přesvědčení, snášenlivost náboženská i občanská."

## Dílo

### Hlavní spisy
- Pensées diverses écrites à un docteur de Sorbonne à l'occasion de la Comète qui parut au mois de décembre 1680, většinou kráceno na Pensées diverses sur la comète, 1682 [Různé myšlenky o kometě].
  - První Baylova práce byla věnována kometě, která v roce 1680 vzbudila pověrečný strach. Bayle v tomto spisu zaútočil na pověry, nesnášenlivost, špatné filozofování a nepřesné historické podání. Jasnou argumentací ukazuje, že kometa není Boží znamení, ale přírodní úkaz. Náboženství a víra nechrání člověka před omyly a víra není zárukou morálky.[4] V tomto díle Bayle předložil tezi, „že společnost bezvěrců by mohla být mravnější než společnost křesťanů, čímž komentoval míru nemravnosti, jíž jsou křesťané schopni."[5]
- Critique de l’histoire du calvinisme du Père Maimbourg, 1683 [Kritika dějin kalvinismu otce Maimbourga]
  - V této práci Bayle zpochybňuje dějiny kalvinismu, které sepsal přední jezuitský učenec páter Louis Maimbourg (1610–1686) a v nichž negativně líčil vůdčí osobnosti reformace.
- Ce que c'est que la France toute catholique sous le règne de Louis Le Grand, 1685 [Jaká vlastně je zcela katolická Francie pod vládou Ludvíka Velikého (Ludvíka XIV.)]
  - V roce 1685 zrušil král Ludvík XIV. edikt nantský z roku 1598, který zaručoval francouzským protestantům (hugenotům) stejná práva, jakých požívali katolíci. Na zostřené pronásledování protestantů reagoval Bayle touto prací, jež je slavná tím, že tři roky před vydáním Lockova spisu „Dopis o toleranci" hlásá myšlenku náboženské snášenlivosti.[6]
- Commentaire philosophique sur ces paroles de Jésus-Christ : »Contrains-les d’entrer«, 1686 [Filozofický komentář ke slovům Ježíše Krista »přinuť vejíti«]
  - Tento spis byl namířen proti násilnému obracení protestantů na katolickou víru, které bylo zdůvodňováno slovy Ježíše Krista „přinuť vejíti" (Lukášovo evangelium 14:23).[7] Bayle zkoumal logiku náboženské nesnášenlivosti a rozvinul argumentaci pro naprostou toleranci všech názorů. Toleranci rozšířil na muslimy, židy, unitáře, bezvěrce i katolíky, kteří byli např. v Nizozemí také pronásledováni. Jeho pojetí tolerance bylo širší než v pracích Johna Locka. Dle Bayla by všem osobám mělo být zaručeno právo zastávat jakýkoli názor, neboť neexistuje žádný způsob, jak rozeznat, kdo má pravdivé a kdo „chybující" svědomí, mylné svědomí nelze odlišit od správného.[8] Náboženská svoboda, kterou Bayle hlásal, hraničila až s náboženským indiferentismem. Tím proti sobě Bayle vyvolal útoky nejen katolíků, ale i z protestantského tábora; byl obviňován, že svou toleranci zakládá na náboženské lhostejnosti.[6]
- V letech 1684–1687 vydával Bayle vědecký měsíčník Nouvelles de la république des lettres [Novinky z literární republiky], který byl věnován kritice nových knih, zejména z oboru filozofie a bohosloví. Zde rozebíral zveřejňovanou filozofickou a vědeckou tvorbu, mimo jiné Leibnize, Malebranche, Arnaulda, Boyla a Locka, navazoval s těmito autory kontakty a stal se uznávanou postavou vědeckých kruhů.[9]
- Dictionnaire historique et critique, 2 díly, 1697; 2. rozšířené vydání (3 díly), 1702 [Historický a kritický slovník]
  - Tento slovník, Baylův nejdůležitější spis, se stal vrcholně důležitou příručkou své doby a Voltaire ho nazval „arzenálem osvícenství".[10] Původně vznikl jako pokus opravit omyly v dřívějších slovnících a encyklopediích; témata byla vybírána na základě toho, co nebylo náležitě vyloženo v dřívějším slovníku Louise Morériho z roku 1674. Slovník sestává hlavně z hesel o různých osobách, dále o náboženských hnutích a o teologických a filozofických naukách. Podrobuje všechno důkladné kontrole a kritickému přezkoumání. „Bayle kritizoval nejrůznější katolické a protestantské teologické nauky. Ve dvou slavných heslech k manicheismu předložil doklady pro to, že žádný křesťanský teolog jakéhokoli přesvědčení nebyl s to vytvořit konzistentní či důvěryhodné objasnění problému zla."[11] Bayle náleží mezi skeptiky, jimž je předmětem pochybování jak náboženství, tak i filozofické myšlení.[12] Náboženský skepticismus je u něho spojen s pochybnostmi o síle rozumu, poukazuje na nepřiměřenost lidského rozumu pro získání spolehlivých odpovědí na mnohé zásadní filozofické otázky. „Bayle sloučil skeptické argumenty všeho druhu do mohutné kritiky filozofického, vědeckého a náboženského poznání. Zkoumal a napadal starověké i novověké teorie a ukazoval slabosti takřka každého dogmatického názoru. Jeho kritika se stala ústředním momentem osvíceneckých diskusí."[13] „Jeho pozitivní naukou jest zášť k nesnášenlivosti a láska k míru: není pravdy dosti jisté, která by stála za to, aby se lidé k vůli ní vraždili."[14]
    - Slovník pojednává i o Mikuláši Drabíkovi a J. A. Komenském.[15] Komenskému je věnováno jedno z největších hesel. Bayle však podrobil drtivé kritice Komenského sklony k iracionalismu, jeho víru v proroctví a vidění (tzv. revelace), a v této kritice zanikly klady Komenského díla. „Baylův odsudek Komenského přispěl k tomu, že velký český myslitel a pedagog byl v 18. století zapomenut."[16]
- Réponse aux questions d’un provincial, 4 díly, 1704–1706 [Odpovědi na otázky jistého venkovana]
  - Tento poslední velký Baylův spis obsahuje polemické statě proti jeho odpůrcům a jsou zde podrobně rozebírány různé teologické a filozofické problémy.

Bayle je dále autorem četných drobnějších prací. Veškeré spisy Pierra Bayla (opera omnia) zařadila církev na Index zakázaných knih.

### Novodobá vydání
- Dictionnaire historique et critique. Genf, 1969 [Historický a kritický slovník]
- Œuvres diverses. Hildesheim: Georg Olms, 1964-1968. [4 svazky Baylových spisů (kromě Historického a kritického slovníku)]